# AEGON Pro Series Foxhills 2013
L'AEGON Pro Series Foxhills 2013 è stato un torneo di tennis facente parte della categoria ITF Women's Circuit nell'ambito dell'ITF Women's Circuit 2013. Il torneo si è giocato a Woking in Regno Unito dal 15 al 21 luglio 2013 su campi in cemento e aveva un montepremi di $25,000.

## Vincitrici

### Singolare
Pemra Özgen ha battuto in finale  Tara Moore 3–6, 7–5, 7–6(1)0

### Doppio
Tara Moore /  Marta Sirotkina hanno battuto in finale  Kanae Hisami /  Mari Tanaka 4–6, 6–1, [10–7]